# Comèdia atel·lana
La comèdia atel·lana és un dels pocs gèneres literaris romans que no té un antecedent grec estricte. Aquest tipus de comèdia era molt antic, i sembla que els llatins, fins i tot abans de la fundació de Roma, acostumaven a improvisar cançons i bromes, disfressats amb màscares que representaven diversos personatges. Es caracteritzava per ser principalment una burla i no tenir un rerefons moral, i el què més importava era el diàleg i la improvisació.
Segons Estrabó, l'origen d'aquest tipus de representació era osc, (els Ludi osci, que diuen alguns autors) i diu que va sorgir de la Campània, una regió on es barrejaven la cultura romana, la grega, l'osca i l'etrusca, cap al segle iv aC. Estrabó diu també que es representava a Roma en llengua osca, cosa que sembla improbable. Theodor Mommsen creu que aquest tipus de farsa llatina, amb personatges fixos i bromes establertes, necessitava un lloc d'origen, i es va determinar que fos la ciutat en ruïnes d'Atella, per no ofendre a cap comunitat, i d'aquí en va prendre el nom, Atellana fabulae o atellana comoedia.
En la seva etapa més primitiva, els actors improvisaven les actuacions, i no tenia un text escrit. Diu Ciceró que no va ser fins a la seva època que els actors professionals s'incorporessin a representar la comèdia atel·lana, cosa que van seguir fent durant l'Imperi, segons Tàcit, que explica que es posaven en escena les atel·lanes després de la representació d'obres serioses. Segons Titus Livi, les atel·lanes pertanyen a la cinquena etapa de les manifestacions escèniques romanes justament per darrere de les adaptacions gregues de Livi Andronic.

## Característiques
La característica principal que destaca en la comèdia atel·lana són els seus personatges caricaturescos. Tenien una gran acceptació entre el públic i cadascun d'ells portava una màscara que el diferenciava. Hi havia quatre personatges principals:
- Maccus pot ser un terme d'origen osc que fa referència a les dimensions desmesurades de les mandíbules del personatge. Era un vell vanitós i molt estúpid.
- Pappus, és el nom que es dona als vells que apareixen a la comèdia. S'aproxima al personatge anomenat senex de les comèdies de Plaute. Era un borratxo xerrameca de cara ampla. L'origen d'aquesta paraula la trobem en el mot grec πάππος ('páppos', avi, avantpassat).
- Bucco, és un derivat de la paraula llatina bucca i s'anomena així tant per les grans dimensions d'aquest òrgan com per la utilització que en fa, és a dir, parla més del compte. És dels personatges que més parla en les representacions en tenir una xerrameca ximple, bruta i lasciva.
- Dossenus, la pròpia paraula fa referència a dorsum, esquena, però amb una derivació considerada etrusca. Per tant, aquest personatge es dramatitzarà amb l'esquena corba. Segons Varró de vegades aquest es confondria amb el manducus, el que ho devora tot. Tenia un caràcter astut.

Pel que fa a la temàtica utilitzada en aquest tipus de comèdia trobem temes molts recurrents dels quals es pot fer broma. Un d'aquests temes és el desprestigi que es fa cap a les persones que viuen al camp per part de les que viuen a la ciutat. Això era acceptat pel públic perquè principalment les representacions es veien en territori urbà. Encara que també agafaven personatges urbans però de les classes més baixes o de feines considerades inferiors. En definitiva, qualsevol motiu relacionat amb les classes més populars era bo per poder fer una comèdia. Un altre tema que utilitzaven era la burla cap als déus desprestigiant-los i fent que s'assemblessin als humans. En realitat, qualsevol temàtica de burla o obscena era adequada per poder fer una representació.
Una altra característica important de la majoria de gèneres literaris de l'antiguitat era la seva mètrica, ja que s'escrivien en vers. Quan deixa de ser estrictament oral i comencen a escriure aquestes obres, els autors adopten principalment la mètrica grega. És la mateixa mètrica que trobem tant a la comèdia togata com palliata. En aquests dos tipus de comèdia s'utilitza un tipus diferent de vers per a una situació concreta, i la mètrica referma el contingut.

## Història
L'evolució de la comèdia atel·lana es reparteix principalment en dues etapes: l'etapa preliterària i la literària. Aquest gènere literari és dels més antics de la literatura romana datada del segle iv aC. La primera etapa es caracteritza per la representació de petites aventures on actuaven els quatre personatges més recurrents i als quals s'afegien d'altres espontàniament. Eren petits quadres de paròdies i burles cap a personatges mitològics que tothom coneixia. Es diu que aquest gènere va estar fortament influenciat per les flíakes gregues, que eren petites representacions on es ridiculitzaven els déus i els herois. La improvisació era el pilar principal pel qual es desenvolupava l'obra, ja que no disposaven de text escrit. La comèdia tenia una gràcia especial, ja que no es podien veure dues representacions iguals. Segurament per això va agradar tant al públic romà, a més de per la seva temàtica burlesca.
L'etapa literària comença cap a finals del segle ii aC i principis del segle i aC. En aquesta nova etapa es comencen a escriure comèdies atel·lanes per ser representades, i es deixa de banda la improvisació tan característica de la primera etapa, encara que en alguns moments es va continuar fent. Amb això va perdre la seva essència més característica, però ha permès de tenir coneixement d'aquestes obres.

## Principals autors
L'autor a qui s'atribueix ser el primer a escriure comèdies atel·lanes és Luci Pomponi, segons l'historiador Gai Vel·lei Patercle. El que se sap d'aquest autor és molt poc, però gràcies a alguns gramàtics antics coneixem algunes obres seves. Se li atribueixen unes setanta d'obres de les que es conserven cent vuitanta fragments, tot i que alguns estudiosos no consideren autèntics alguns dels fragments conservats. Alguns dels títols de Pomponi són Collegium (El gremi), Leno (El proxeneta), Porcus (El porc) entre moltes d'altres.

L'altre autor més representatiu és Novi. Encara que no se sap res sobre la seva vida, sabem que va escriure atel·lanes. A aquest autor se li atribueixin quaranta-quatre comèdies amb un centenar de fragments. Novi representa més personatges de províncies i camperols com Agricola (L'agricultor), Asinus (El burro) o Hetaera (La prostituta). Novi presenta una gran influència de Plaute per la seva comicitat sense rerefons moralitzador. Un fragment de Novi:
"quin ploras, pater?
mirum ni cantem: condenatus sum."
-Per què plores, pare?
-T'estranya que no canti? M'han condemnat a mort.